# جورج ماكليود (سياسي كندي)
جورج ماكليود هو سياسي كندي، ولد في 26 أبريل 1836 في Richibucto ‏ في كندا، وتوفي في 7 مايو 1905 في سانت جون في كندا. نشط حزبياً في مستقل. وقد انتخب عضو مجلس العموم الكندي.